# Vladimir Andrejevič Stěklov
Vladimir Andrejevič Stěklov (9. ledna 1864 – 30. května 1926) byl ruský a sovětský matematik a fyzik.

## Život
Stěklov se narodil v Nižním Novgorodu. V roce 1887 absolvoval Charkovskou univerzitu, kde byl žákem Alexandra Ljapunova. V letech 1889–1906 působil na katedře mechaniky této univerzity. V roce 1896 se stal řádným profesorem. V letech 1893–1905 také vyučoval teoretickou mechaniku na Charkovském polytechnickém institutu. V roce 1906 začal pracovat na Petrohradské univerzitě. V roce 1921 prosadil vytvoření Ústavu fyziky a matematiky, jenž byl pak po jeho smrti pojmenován po něm. Matematické oddělení se od ústavu oddělilo v roce 1934 a nyní se nazývá Stěklovův matematický ústav. Po Stěklovovi je pojmenován také měsíční impaktní kráter.
Stěklov napsal řadu prací o historii vědy. Byl pozvaným přednášejícím na mezinárodním matematickém kongresu v roce 1924 v Torontu. V roce 1926 byl zvolen členem korespondentem Göttingenské akademie.
Stěklov zemřel v Gaspru na Krymu a byl pohřben v Petrohradě.